# Секонг
Секонг (лаос. ເຊ ກອງ) — провінція (кванг) на південному сході Лаосу. Секонг був утворений в 1984 після поділу провінції Сараван. Межує з провінціями Аттапи на півдні, Сараван на півночі, Тямпасак на заході, а також з В'єтнамом на сході. Секонг — одна з найбільш важкодоступних і малонаселених провінцій Лаосу.
Населення провінції є багатонаціональним. Власне лао становлять лише 3 % населення, решта 97 % — це як мінімум 14 різних національних меншин.

## Адміністративний поділ
Провінція розділена на такі райони:
- Дакхунг (15-03)
- Калеум (15-02)
- Ламам (15-01)
- Тхатенг (15-04)